# ستبرکفتار
ستبرکفتار (نام علمی: Pachyaena) نام یک سرده از تیره میان‌پنجه‌گان است.

## گونه‌ها
- سرده ستبرکفتار
  - Pachyaena gigantea
  - Pachyaena intermedia
  - Pachyaena ossifraga
  - Pachyaena gracilis